# Lede en Oudewaard
Lede en Oudewaard est une ancienne seigneurie et ancienne commune néerlandaise, située au nord-est de Tiel dans la commune de Neder-Betuwe.

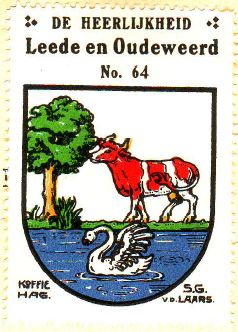
Timbre postal néerlandais reproduisant le blason de l'ancienne commune

Entre 1812 et 1818, la seigneurie fut rattachée à Lienden, puis érigée en commune le 1er janvier 1818. Elle n'a toutefois pas été longtemps indépendante : dès 1822, la commune fut rattachée à celle de Kesteren. De nos jours, son territoire est intégré dans la commune de Neder-Betuwe. En 1840, le village comptait 24 maisons et 147 habitants.
Les frontières de Lede et Oudewaard ont été formées par deux voies navigables, du côté sud le Oude Rijn et du côté nord le Lede, plus tard appelé Leijgraaf.
Lede et Oudewaard ont été créés en fusionnant les seigneuries d'Oudewaard et Ter Lede et de celle du Schuilenburgerwaard. Oudewaard était un fief du l'Abbaye de St Paul (nl) à Utrecht, tout comme le Schuilenburgerwaard, qui se trouvait juste à l'ouest de celui-ci dans le bras de l'Oude Rijn et Leigraaf. Ter Lede est devenu un fief des ducs de Gueldre après l'achat par Renaud II de Gueldre à Jean Ier d'Amstel (nl) et son fils Guillaume en 1328 .
Les châteaux Huis Ter Lede et Schuilenburg étaient situés à Lede et Oudewaard. Cette commune comptaient 120 habitants et 40 maisons en 2005.
Du château du seigneur Jan van Lede ne subsiste qu'une partie des fossés.